# Age of Pirates: Opowieści z Karaibów
Age of Pirates: Opowieści z Karaibów (ang. Age of Pirates: Caribbean Tales) – komputerowa gra akcji stworzona przez firmę Akella w 2005 roku. Ze względów licencyjnych gra nie jest bezpośrednim sequelem do poprzednich gier pirackich producenta – Sea Dogs i Piraci z Karaibów. Gra otrzymała przeciętne oceny recenzentów uzyskując średnią 60,58% w agregatorze GameRankings oraz 56/100 punktów w serwisie Metacritic.

## Rozgrywka
Age of Pirates: Opowieści z Karaibów umożliwia rozgrywkę na morzu i na lądzie. Akcja gry rozgrywa się w XVII wieku na wybrzeżu oraz na szesnastu skolonizowanych wyspach Ameryki Środkowej. Gracz może zarówno napadać na statki i miasta, jak z nimi handlować. W grze dostępny jest czarny rynek, na którym można kupować i sprzedawać niewolników oraz przechwycone statki.
Dostępny jest też tryb gry wieloosobowej w maksymalnie 16 osób w czterech trybach: Free for All, Sink the Convoy, Naval Battle i Capture the Fort.